# 蝦仁飯
蝦仁飯（シャーレンファン、シアレンファン）は、台湾・台南市のローカルフード、台湾小吃の一品である。ご飯にエビを乗せた料理である。

## 概要
「蝦仁」はエビのことで、蝦仁飯を日本では「エビごはん」「エビめし」とも説明される。BSフジの『リモートシェフ』で2023年6月12日に蝦仁飯が取り上げられた際には「海老の香りご飯」と紹介されている。
台南では、エビに「火燒蝦」（アカエビ）が用いられることが一般的である。火燒蝦は台湾南部の沿岸では多く収穫できたたことから「庶民の味」として親しまれていた。しかしながら、近年は火燒蝦の漁獲量が減って価格も高騰し、蝦仁飯もやや贅沢な小吃となっている。
蝦仁飯に使用する飯は、エビやカツオの出汁を用いて炒め煮してある。この作り方は、日本統治時代にさかのぼるとされる。

## 著名な店
- 集品蝦仁飯[1][2][3][4]
常連客はエビの増量を注文したり、目玉焼きのトッピングを行う[3]。
1日に800杯を売り上げる人気店ではあるが、毎年3月から5月には、稀に火焼蝦が収穫できない時もあり、収穫できなかった日は休業となる[4]。